# Joakim Olausson
Joakim John Magnus Olausson, född 14 januari 1995 i Starrkärrs församling i Älvsborgs län, är en svensk fotbollsspelare som spelar för Tvååkers IF. Olausson har även representerat Sverige på ungdomsnivå.

## Karriär
Olaussons moderklubb är Nol IK, vilket han 2008 lämnade för Örgryte IS. Joakim Olausson debuterade för Örgryte IS i Division 1 Södra 2011. 
Sommaren 2011 flyttade han till italienska Atalanta. I slutet av 2013 fick han sitta på bänken i en Coppa Italia-match mot Sassuolo, vilket var hans första uttagning i A-laget. 
Den 18 maj 2014 gjorde han sin debut i Serie A mot Catania. Matchen slutade med en 2–1 förlust för Atalanta och Olausson blev inbytt i den 65:e minuten mot Luca Cigarini. Inför den allsvenska säsongen 2015 värvades Olausson till BK Häcken, men redan i augusti kom båda parterna överens om att bryta kontraktet för att låta Olausson få mer speltid. Ny klubbadress för Olausson blev istället Örgryte IS. Efter mestadels agerat inhoppare valde Olausson att lämna Örgryte IS 2016 och istället skriva på för Serie B-klubben Perugia Calcio. Dock gällde inte kontraktet förrän till sommaren, och fram till dess spelade Olausson i Qviding FIF. I augusti 2016 kom Olausson och Perugia överens om att bryta kontraktet.
I februari 2017 värvades Olausson av Assyriska BK, där han skrev på ett ettårskontrakt. I januari 2018 värvades Olausson av Utsiktens BK, där han skrev på ett ettårskontrakt. I november 2018 förlängde Olausson sitt kontrakt med ett år. I november 2019 värvades Olausson av Ljungskile SK, där han skrev på ett tvåårskontrakt.
I maj 2021 blev Olausson klar för spel i Västra Frölunda IF. I juli 2021 gick han till division 1-klubben Tvååkers IF.